# Ghulam Sughra
Ghulam Sughra  est une militante sociale pakistanaise, fondatrice et directrice générale de l' Organisation pour le développement rural Marvi. Son organisation a pour objectif la création de fonds d'épargne communautaires, la sensibilisation à l'éducation, à la santé, aux droits de l'homme et au développement social.
Ghulam Sughra, est contrainte de se marier à l'âge de 12 ans. Toutefois, six ans plus tard, elle devient la première femme de son village à divorcer. Alors qu'elle suit une scolarité, elle est battue par ses frères, mais poursuit ses études à la maison. Elle est la première femme diplômée du lycée de son village et la première enseignante de sa première école pour les jeunes filles. Elle constate qu'il n'y a pas de femmes pour enseigner : certaines raisons peuvent être culturelles, mais elle pense que cela est aussi lié à la pauvreté : elle s'efforce alors de trouver des moyens pour lutter contre cette pauvreté. 
En 2011, Ghulam Sughra obtient du département d'État des États-Unis, le  prix international de la femme de courage,.

## Sources
- (en) Cet article est partiellement ou en totalité issu de l’article de Wikipédia en anglais intitulé « Ghulam Sughra » (voir la liste des auteurs).